# Hoyer Asset Management

Hoyer-Logo

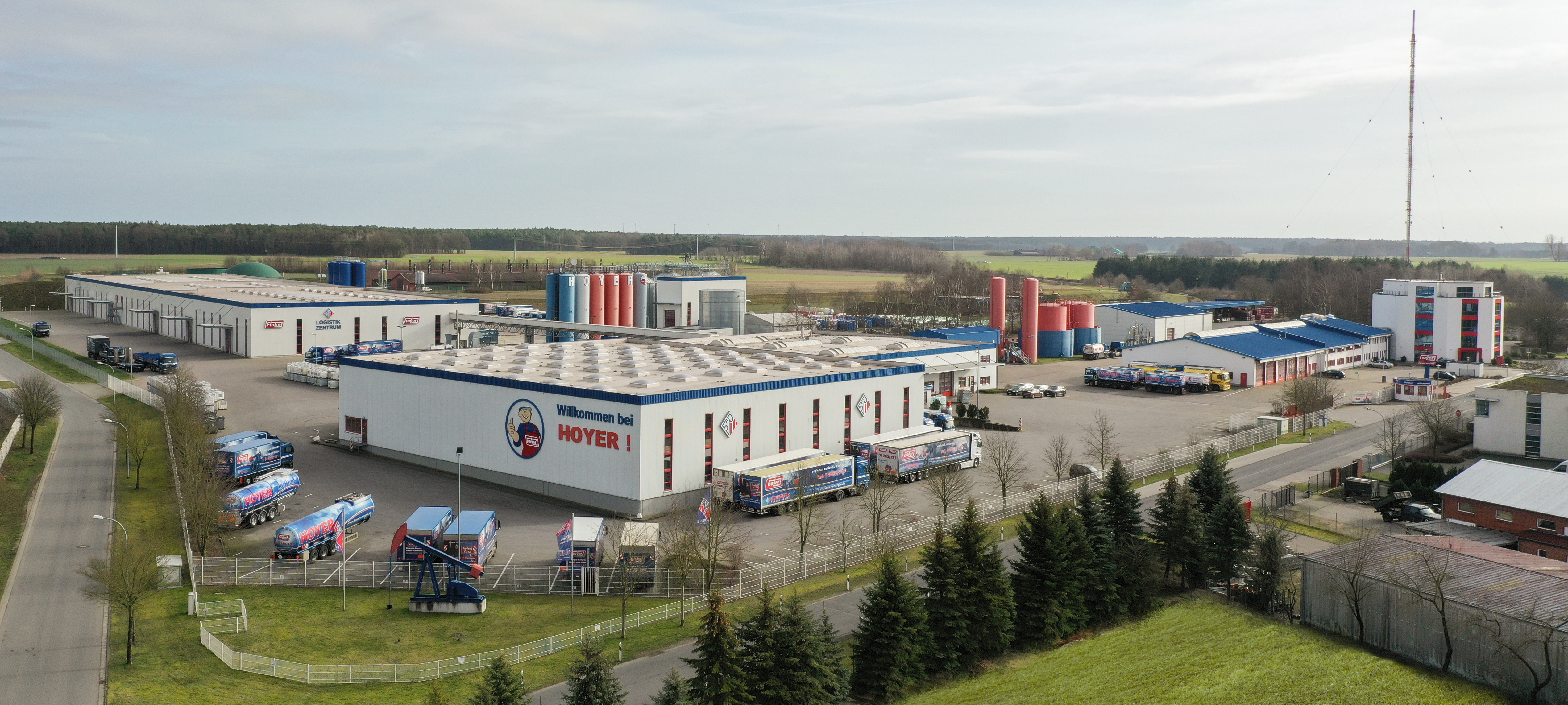
Die Hoyer-Firmenzentrale in Visselhövede, Niedersachsen

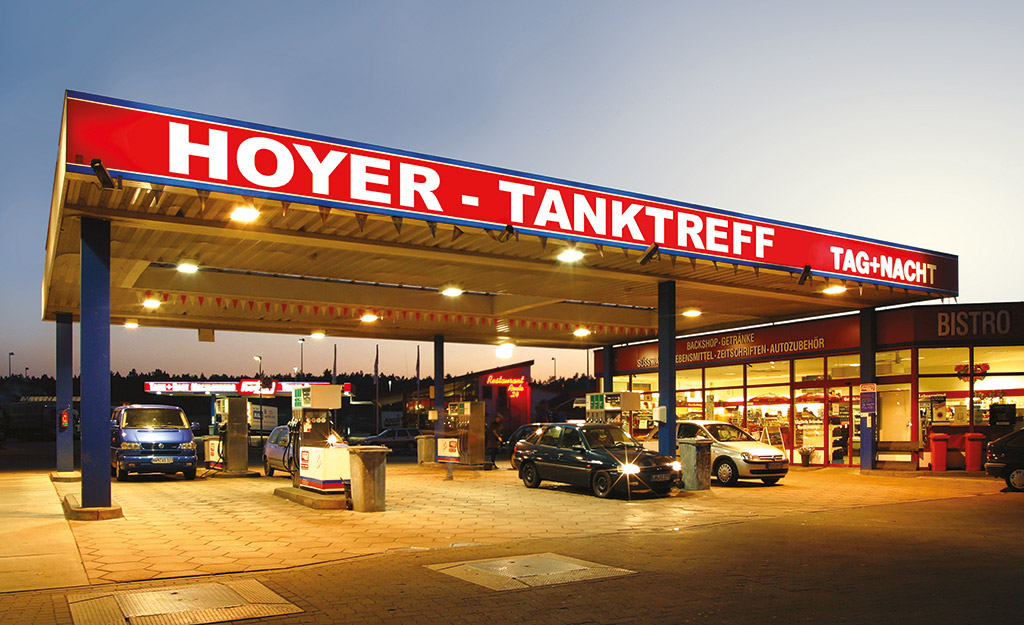
Der erste Hoyer-Autohof in Neustadt-Glewe, Mecklenburg

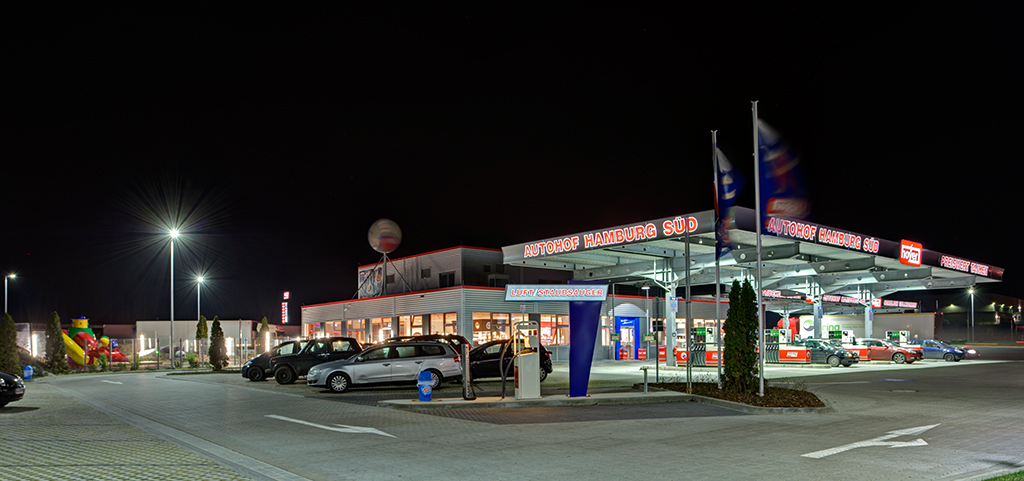
Der neueste Autohof in Niedersachsen, Neu Wulmstorf / Rade

Die VISKA B.V. & Co. KG (bis 3. Oktober 2023: Hoyer Asset Management GmbH & Co. KG) ist die Konzernobergesellschaft der Hoyer Unternehmensgruppe, eines Mineralölhandelsunternehmens mit Sitz im niedersächsischen Visselhövede am Rande der Lüneburger Heide.

## Unternehmensgeschichte
Wilhelm Hoyer gründete im Jahr 1924 das Unternehmen Wilhelm Hoyer Viska Fabrikate in Visselhövede. Die Produkt- und Produktionspalette bestand hauptsächlich aus Wagenschmiere, Reinigungsmitteln, Bohnerwachs und Treibriemenwachs. Der gleichnamige Sohn Wilhelm Hoyer kam 1948 in den väterlichen Betrieb; 1950 wurde die erste Hoyer-Verbrauchertankstelle eröffnet. Bald ging der erste eigene Tanklastwagen im Umkreis von Visselhövede in Betrieb und ein Tanklager am Bahnhof in Visselhövede wurde errichtet. Es folgte die Aufnahme des Geschäftes mit Propangas und in Visselhövede wurde ein Flüssiggas-Tanklager mit Abfüllanlagen errichtet. 1978 folgte die Gründung der Firma Hoyer Visselgas G.m.b.H.
Ende 1989 wurde das Verkaufsgebiet in die ehemalige DDR erweitert. Gleichzeitig übernahm Heinz-Wilhelm Hoyer die Leitung des Unternehmens. 1992 wurde in Visselhövede ein Flüssiggas- und Mineralöl-Umschlagtanklager mit Gleisanschluss und Abfüllanlagen errichtet. Zuerst in Kleinau in der Altmark, später in Neustadt-Glewe in Mecklenburg-Vorpommern und dann in Linthe / Brandenburg wurden die ersten neuen Niederlassungen mit Tanklagern in den neuen Bundesländern errichtet. 2002 wurde das Finke Mineralölwerk in die Unternehmensgruppe integriert. Am Hoyer-Stammsitz in Visselhövede wurde 2004 eine neue Produktionsstätte mit großen Lagerkapazitäten fertiggestellt.
Zwischenzeitlich wurden mehrere Mineralölunternehmen und Tankstellen erworben oder neu errichtet. Das Lagervolumen wurde insgesamt deutlich ausgebaut, u. a. auch durch den Erwerb des Wasser-Tanklagers am Elbe-Seiten-Kanal in Wittingen sowie an der Weser in Bremerhaven. Ab 2012 traten die Söhne von Heinz-Wilhelm und Ulrike Hoyer, Thomas, Markus und Stefan in die Unternehmensleitung ein. 2016 wurde die Produktionspalette um die leitungsgebundenen Energieträger Strom und Erdgas erweitert. Mit der Übernahme der NWB Nord- und Westdeutschen Bunkergesellschaft wurde der Bereich der Schiffsbetankung auf die seeseitige Versorgung ausgeweitet. In der Hoyer Marine GmbH zählen inzwischen elf Tank-/Bunkerschiffe zum Unternehmen. Die Hoyer Marine Trading GmbH ergänzt die Unternehmensgruppe um das internationale Marine-Geschäft. Den nationalen und internationalen Großhandel wickelt die Unternehmensgruppe über die Hoyer Trading & Supply GmbH ab.

## Unternehmensdaten
Daten der Hoyer-Unternehmensgruppe (Stand Januar 2021):
- ca. 100 Verkaufsbüros in Deutschland[2]
- 200 Tankstellen
- 10 Autohöfe

## Sparten
Zur Unternehmensgruppe gehören
- VISKA B.V. & Co. KG (Holding; bis 3. Oktober 2023: Hoyer Asset Management GmbH & Co. KG)
- Hoyer Verwaltungs- und Beteiligungsgesellschaft mbH
- Wilhelm Hoyer B.V. & Co. KG (bis 5. Oktober 2023: Wilhelm Hoyer GmbH & Co. KG)
- Finke Mineralölwerk GmbH
- Hoyer G.m.b.H.
- Hoyer Trading & Supply GmbH
- Hoyer Marine GmbH
- Hoyer Marine Trading GmbH
- H.O.T. Hanseatic Oil Trading GmbH
- Powertrust GmbH
- Hoyer Venture GmbH
- Hoyer Finanz GmbH